# Manuel de Landa
 (février 2025).
Si vous disposez d'ouvrages ou d'articles de référence ou si vous connaissez des sites web de qualité traitant du thème abordé ici, merci de compléter l'article en donnant les références utiles à sa vérifiabilité et en les liant à la section « Notes et références ».
Manuel de Landa (né en 1952 à Mexico) est un philosophe, écrivain et artiste mexico-américain qui vit à New York depuis 1975. 

## Biographie
Il est professeur associé à la Graduate School of Architecture, Planning and Preservation de l'université Columbia (New York), il est également titulaire de la Chaire Gilles Deleuze de philosophie et de science contemporaine (Gilles Deleuze Chair of Contemporary Philosophy and Science) à la European Graduate School de Saas-Fee, Suisse. Il a également enseigné dans plusieurs établissements universitaires en Europe et en Amérique du Nord.
Ses travaux sont consacrés notamment à la philosophie française contemporaine, en particulier celle de Gilles Deleuze. Parallèlement, De Landa s'intéresse aux sciences modernes, à la vie et l'intelligence artificielle, à l'économie, l'architecture, la théorie du chaos ou encore aux automates cellulaires. De Landa est considéré comme l'un des principaux représentants du « nouveau matérialisme » qui s'appuie sur l'ontologie réaliste de Gilles Deleuze. Ses recherches sur la morphogénèse - c'est-à-dire sur la production de structures semi-stables à partir des « flux » matériels qui constituent le monde social et naturel - de même que son histoire « non-linéaire » ou sa réflexion sur la « philosophie virtuelle » constituent des contributions à la réflexion autant philosophique que sociologique où sont intégrées les innovations technologiques des deux dernières décennies.
Durant les années 1970 et au début des années 1980, De Landa a réalisé plusieurs courts-métrages en Super 8. Ces films expérimentaux qui tentent de mettre la philosophie en images ne sont plus disponibles aujourd'hui[réf. nécessaire].

## Publications
- War in the Age of Intelligent Machines, New York : Zone Books, 1991.
- A Thousand Years of Nonlinear History, New York : Zone Books ; Distributed by MIT Press, 1997.
- Intensive Science and Virtual Philosophy, Londres ; New York : Continuum, 2002.
- A New Philosophy of Society : assemblage theory and social complexity, Londres ; New York : Continuum, 2006.
- Deleuze, History and Society, New York; Atropos : 2010.
- Philosophy and Simulation : the Emergence of Synthetic Reason, Londres ; New York : Continuum, 2011.
- Assemblage theory, Londres : Edinburgh University Press, 2016.